# یانوش الخ
یانوش الخ (انگلیسی: Janusz Olech؛ زادهٔ ۴ آوریل ۱۹۶۴) ورزشکار شمشیربازی اهل لهستان است.
وی در مسابقات کشوری و بین‌المللی در مجموع برندهٔ ۱ مدال نقره شده‌است.